# Hilding Nordström
Gustaf Hilding Nordström, född 23 december 1885 i Härnösand, död 15 november 1949 Bromma, var en svensk tidningsredaktör, politisk författare och politisk historiker. Han var bror till Ludvig Nordström.
Hilding Nordström var son till bankkamreren Oscar Anshelm Nordström. Efter mogenhetsexamen vid Härnösands högre allmänna läroverk 1906 blev han student vid Uppsala universitet och avlade en filosofie kandidatexamen där 1909. Nordström arbetade 1909-1910 som lärare vid Örebro läns folkhögskola och Sollefteå samskola, var 1914-1917 amanuens och tillförordnad aktuarie i kommerskollegium och blev 1916 sekreterare och föreståndare för folkhushållningskommissionens avdelning för dyrtidsanslag. 1921 blev han sekreterare i statens arbetslöshetskommission, var kanslichef där 1921-1924 och 1939-1940, och ledamot från 1923. Norström var även redaktör för svenska röda korsets tidskrift 1922-1946 och blev 1937 filosofie licentiat och 1938 filosofie doktor vid Uppsala universitet. Nordström var 1937-1939 sekreterare i kommittén förande arbetslöshet. 1940 blev han chef för statens arbetsmarknadskommissions socialhjälpsbyrå och 1948 för arbetsmarknadsstyrelsens socialbyrå.